# Marasanapalli, Srinivaspur
Marasanapalli là một làng thuộc tehsil Srinivaspur, huyện Kolar, bang Karnataka, Ấn Độ.